# Nova vas (Bloke)
Nova vas is een plaats in Slovenië en maakt deel uit van de gemeente Bloke in de NUTS-3-regio Notranjskokraška. De plaats telde 293 inwoners op 1 januari 2020. Omdat er meerdere plaatsen in Slovenië zijn die Nova vas heten, wordt het dorp ook wel Nova vas in Bloke genoemd (Sloveens: Nova vas na Blokah).